# قرار مجلس الأمن التابع للأمم المتحدة رقم 1237
قرار مجلس الأمن التابع للأمم المتحدة رقم 1237، المتخذ بالإجماع في 7 أيار / مايو 1999، بعد إعادة التأكيد على القرار 696 (1991) وجميع القرارات اللاحقة بشأن أنغولا، ولا سيما القرارات 864 (1993) و1127 (1997) و1173 (1998) و1229 (1999)، أنشأ المجلس فرقة خبراء للتحقيق في انتهاكات التدابير المفروضة ضد يونيتا.
في ديباجة القرار، أكد مجلس الأمن من جديد أن السبب الرئيسي للأزمة في أنغولا يرجع إلى فشل يونيتا، بقيادة جوناس سافيمبي، في الامتثال لالتزاماتها بموجب اتفاقات السلام وبروتوكول لوساكا وما يتصل بذلك من التزامات قرارات مجلس الأمن. وكان هناك قلق بشأن تأثير ذلك على السكان وتقديم المساعدة العسكرية، بما في ذلك المرتزقة، إلى يونيتا. وقدم الأمين العام كوفي عنان توصيات تتعلق بتحسين العقوبات المفروضة على يونيتا.
وأبرز القرار أن السلام والمصالحة الوطنية في أنغولا لا يمكن تحقيقهما إلا من خلال تسوية سياسية للنزاع، ورحب في هذا الصدد بالزيارات المخطط لها من قبل رئيس اللجنة المنشأة بموجب القرار 864 إلى البلاد لمناقشة تحسين التدابير ضد يونيتا. وأدان استمرار هجمات يونيتا ضد المدنيين في هوامبو وكويتو ومالانج.
ثم تم إنشاء فرقة خبراء لمدة ستة أشهر لجمع المعلومات المتعلقة بانتهاكات التدابير المتخذة ضد يونيتا فيما يتعلق بالأسلحة والنفط والماس والموارد المالية. كان على اللجان أيضًا تحديد الأطراف التي تنتهك العقوبات والتوصية بسبل إنهاء هذه الانتهاكات. كانت اللجان مسؤولة عن تقرير فاولر،  الذي أدى لاحقًا إلى إصدار نظام شهادات عملية كيمبرلي (قرار الجمعية العامة للأمم المتحدة 55/56). تمت دعوة جميع الدول للتعاون مع اللجنة وتوفير الوصول إلى المعلومات والشهود والأماكن بالإضافة إلى ضمان سلامتها ومنح الحصانة بموجب اتفاقية امتيازات وحصانات الأمم المتحدة.
علاوة على ذلك، أعرب المجلس عن قلقه إزاء التأخيرات في التحقيق في إسقاط طائرتين تابعتين للأمم المتحدة فوق الأراضي التي تسيطر عليها يونيتا في 26 كانون الأول / ديسمبر 1998 و2 كانون الثاني / يناير 1999، فضلا عن تحطم طائرة تقل الممثل الخاص للأمين العام في ساحل العاج في 26 حزيران / يونيو 1998. أخيرًا، تم حث جميع الدول على التعاون من أجل الأنشطة الإنسانية في أنغولا.

## روابط خارجية
- نص القرار في undocs.org